# فيليمون هولاند
فيليمون هولاند (1552 – 9 فبراير 1637) مدرس وطبيب ومترجم إنجليزي. وهو معروف بأول ترجمات إنجليزية للعديد من أعمال ليفي وبلينوس الأكبر وبلوتارخ، وكذلك لترجمة كتاب ويليام كامدن بريتانيا إلى اللغة الإنجليزية.

## عائلته
فيليمون هولاند، ولد في تشيلمسفورد، إسيكس، في 1552، كان ابن جون هولاند (توفي 1578)، وهو عضو في نفس عائلة نورفولك مثل السير جون هولاند، وهو البارون الأول (1603–1701). ادعى فرع نورفولك قرابة النسب مع هولاند من قرية أب هولاند، لانكشر، ولكن هذا أمر مشكوك فيه. كان جد هولاند، إدوارد هولاند، من غلاسثروب، نورثهامبتونشاير. كان والد هولاند، جون هولاند، أحد المنفيين المريميين مع مايلز كوفرديل في عهد ماري الأولى، عندما أعيد تأسيس الكاثوليكية. بعد وصول إليزابيث الأولى إلى الملكية في نوفمبر 1558، عاد إلى إنجلترا، وفي عام 1559 تم تعيينه كاهنًا من قبل الأسقف إدموند غريندال. تم تعيينه رئيسًا لدنمو الكبرى، إسيكس، في 26 سبتمبر 1564، حيث توفي في عام 1578.

## مسيرته المهنية
تلقى فيليمون هولاند تعليمه في مدرسة الملك إدوارد السادس للقواعد، تشيلمسفورد، قبل أن ينتقل إلى كلية الثالوث، كامبريدج حوالي عام 1568، حيث درس على يد جون ويتجيفت، رئيس أساقفة كانتربري لاحقًا. حصل هولاند على درجة البكالوريوس في 1571، وانتخب زميلًا ثانويًا في جامعة ترينيتي في 28 سبتمبر 1573 وزميل رئيسي في أبريل 1574. وانتهت زمالته تلقائيا عندما تزوج في 1579.
بعد زواجه، انتقل هولاند إلى كوفنتري، على بعد حوالي 25 ميلًا من منزل عائلة زوجته في بيري هول. أصبح مرشدًا (أستاذًا مساعدًا) في مدرسة الملك هنري الثامن، التي أسسها جون هيلز في عام 1545. مكنه هذا المنصب من الحصول على منزل و 10 جنيهات إسترلينية في السنة.
في 11 يوليو 1585، انضم هولاند إلى جامعة أكسفورد لدراسة ماجستير في الآداب، وفي عام 1597 تم منحه درجة الدكتوراه في الطب في كامبريدج.
اعترف هولاند بحرية مدينة كوفنتري في 30 سبتمبر 1612، وعندما زار الملك جيمس المدينة في 2 سبتمبر 1617، تم اختياره لإلقاء خطاب على شرف الملك. كان يرتدي بدلة من الساتان الأسود لهذه المناسبة، ويقال إن خطبته «مُدحت كثيرًا». تم نشره لاحقًا كخطاب ديني ومثقف وبديع الانسجام تم إلقاؤه أمام صاحب... الجلالة، في...كوفنتري.
بالإضافة إلى واجباته في التدريس المدرسي، أصبح هولاند بحلول عام 1613 معلمًا لجورج بيركلي (في وقت لاحق البارون بيركلي الثامن)، الذي كان منزله قريبًا في قلعة كالودون. في 23 يناير 1628، عندما كان عمره 77 عامًا، عين عمدة ومجلس بلدية كوفنتري هولاند مدير مدرسة؛ وفقًا لشارب، يحتوي أمر التعيين على توقيع أصلي لهولاند. يبدو أن المنصب قد أعطي له في سن متقدمة احترامًا لمواهبه وخدمته للمدينة، وعلى أمل تحسين وضعه المالي. ومع ذلك بقي في المنصب لمدة 14 شهرًا فقط، وطلب رسميًا إعفاءه في 26 نوفمبر 1628.
في 24 أكتوبر 1632، منحه رئيس البلدية وعضو مجلسها معاشًا تقاعديًا قدره 3.6 جنيهًا إسترلينيًا للسنوات الثلاث التالية، «نظرًا لأن الدكتور هولاند، بسبب عمره، أصبح ضعيفًا ولا يتحرك من منزله».
في 11 أبريل 1635، منح هنري سميث، نائب رئيس جامعة كامبريدج، رخصة للأساتذة والزملاء من جميع الكليات في كامبريدج لمنح صدقة خيرية على شرف هولاند كما يرونه مناسبًا آخذين بعين الاعتبار احتياجاته المالية. في عام 1636 كان قد أصبح طريح الفراش. توفي في كوفنتري بتاريخ 9 فبراير 1637 ودفن في كنيسة هولي ترنيتي حيث تم تخليد ذكراه بنقش على ضريحه من تأليفه، يندب فيه وفاة الأبناء الستة الذين ماتوا قبله. دفنت آن زوجة هولاند، التي توفيت في 1627 عن عمر يناهز 72 عامًا، في الكنيسة، حيث يوجد نقش لاتيني على ضريحها كتبه ابنها هنري.